# 中央国家机关公务员住宅建设服务中心
中央国家机关公务员住宅建设服务中心，简称住宅中心，是国家机关事务管理局直属事业单位。

## 沿革
2000年，经中央编办批复同意，国务院机关事务管理局成立中央国家机关公务员住宅建设服务中心。主要任务是：“按照中央国家机关房屋建设的总体目标、发展计划和住房制度改革的具体要求，组织实施中央国家机关公务员住房的建设、销售和物业管理等工作。具体负责中央国家机关部级领导干部宿舍的建设和物业管理，以及工作人员经济适用住房和廉租房的建设、销售和物业管理；并根据中央国家机关房产和土地资源的实际状况，开发建设商品房；指导协调受委托的物业管理单位的相关业务工作。”该中心的成立改变了原先中央国家机关公务员住房分散建设，物业多头管理的状况。

## 职责
1. 负责中央国家机关部级领导干部宿舍的建设和物业管理。
2. 负责中央国家机关工作人员经济适用住房和廉租房的建设、销售和物业管理。
3. 根据中央国家机关房产和土地资源的实际状况，开发建设商品房。
4. 指导协调受委托的物业管理单位的相关业务工作。
5. 负责审批所属经济实体投资计划、利润分配、财务预算方案；对授权管理范围内的人员进行聘任或解聘；对所属经济实体运营中的重大问题作出决议；按照现代企业制度的要求，加快推进所属经济实体深化改革，提高市场竞争力，确保国有资产保值增值。
6. 承办局领导交办的其他事项。

## 机构设置
- 综合部
- 资产部
- 财务部
- 项目部
- 工程部
- 物业部

## 历任领导
| 主任 - 陈建明（？—2008年8月） - 吴广崇（？—？） - 王延秋（？—？） - 李晓平（？—） 副主任 …… - 陆星（？—？，党委书记兼） - 喻立新（？—？） …… | 党委书记 …… - 陆星（？—？） - 王广治（？—？） …… |